# 陳凱翔
陳凱翔（英語：Kevin Chen，1989年4月18日—），新竹人，台灣NGO工作者，非營利組織One-Forty共同創辦人，國立新竹高級中學、國立政治大學企業管理學系畢業。陳凱翔是台灣著名的NPO創新創業青年，大學期間因赴菲律賓接觸東南亞，進而開始關注東南亞移工議題，返台後創辦One-Forty。

## 生平
陳凱翔大學期間曾至北京大學交流，也曾隻身前往菲律賓中部的巴科羅小鎮生活了三個月；跳脫傳統觀光模式，深入體驗當地後後，陳凱翔感悟到，唯有曾經離開家鄉成為異鄉人，才能真正理解、包容多元文化和培養國際視野。回國後，陳凱翔加入關注東南亞外籍勞工的NGO志工行列，在印尼移工的中文課堂上擔任講師。他發現移工們出外工作打拼所面臨的不只是生活上的種種困境，更多是無法融入台灣社會的孤寂與落寞。為此，陳凱翔號召一群志同道合的夥伴，催生非營利組織One-Forty。而One-Forty聚焦在東南亞移工的教育培力系統與機制，幫助移工培植基礎經營管理技巧與解決問題的能力，讓各國的移工在辛苦工作幾年後，帶回家的是足以改善家庭經濟的創業技能，為自己的將來找到定位與方向。